# بنطال الجرس

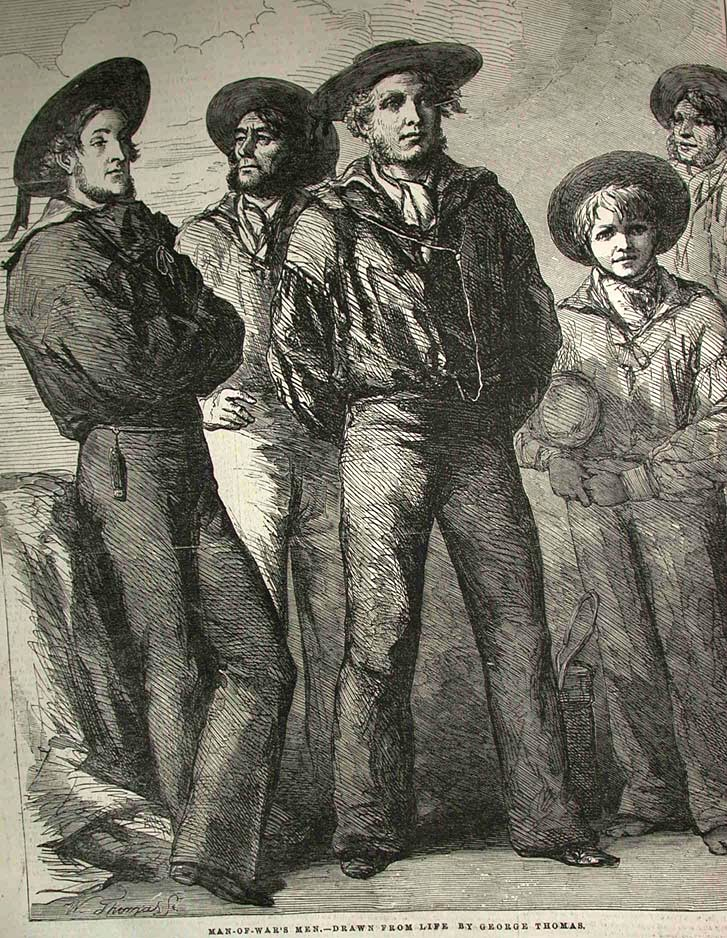
لباس البحارة في سنة 1854.

بنطال الجَرَس أو البنطال الواسع هو بنطال يبدأ في الاتساع من الركبة حتى الأسفل.

## الأصل
لا يوجد تاريخ مؤكد حول زمن لبس هذا البنطال للمرة الأولى. في بدايات القرن التاسع عشر بدأ أفراد سلاح البحرية الأمريكية في لبس هذا النوع من البناطيل. كتب العميد البحري ستيفن ديكاتور في سنة 1813 أن أفراد فرقاطة الولايات المتحدة ومقدونيا كانوا يرتدون قبعات قماش لامعة مع حافات مزينة بشرائط ملونة، و معطف أزرق واسع في منطقة الخصر وبيل بوتومز. على الرغم من أن سلاح البحرية الملكية البريطانية كانت الرائدة في مجال الأزياء ولكنهم لم يرتدوا هذا البنطال إلا في منتصف القرن الثامن عشر. ولا يوجد سبب أكيد للبس مثل هذا النوع من البناطيل بسبب عدم توثيق مثل هذا الأمر.